# سوزان وگا
سوزان نادین وگا (به انگلیسی: Suzanne Nadine Vega) (زاده ۱۹۵۹ کالیفرنیا) آهنگساز و خواننده آمریکایی است.
شهرت وی در ایران بیشتر بخاطر آهنگ غذاخوری تام است که موسیقی بی‌کلام (پلی‌بک) آن در تیتراژ سریال کارتونی باخانمان از شبکه یک پخش شد.

## اوایل زندگی
سوزان نادین وگا در ۱۱ ژوئیه ۱۹۵۹ در سانتا مونیکا، کالیفرنیا متولد شد. مادر او، پت وگا (née شوماخر)، یک تحلیلگر سیستم‌های رایانه ای میراث آلمانی و سوئدی است. پدر وی، ریچارد پک، از اسکاتلندی-انگلیسی-ایرلندی است. آنها خیلی زود پس از تولد وی طلاق گرفتند. ناپدری او، ادگاردو وگا یونوکه، معروف به اد وگا، نویسنده و معلم پورتوریکو بود. وقتی وگا دو و نیم ساله بود، خانواده وی به شهر نیویورک نقل مکان کردند. او در اسپانیایی هارلم و والستر ساید بزرگ شد. او تا ۹ سالگی از داشتن پدر واقعی خود، ریچارد پک خبر نداشت. آنها برای اولین‌بار در اواخر دهه ۲۰ ملاقات کردند و همچنان در تماس هستند. او در دبیرستان هنرهای نمایشی شرکت کرد که اکنون به دبیرستان فیورلولو اچ لا لاگوردیا تغییر نام داده، جایی که به تحصیل رقص مدرن پرداخت و در سال ۱۹۷۷ فارغ‌التحصیل شد.